# Terreiro do Paço (metropolitana di Lisbona)
Terreiro do Paço è una stazione della linea Blu della metropolitana di Lisbona.

## Storia
La stazione è stata inaugurata nel 2007 come parte dell'allora nuova tratta conclusiva della linea Blu fino a Santa Apolónia.

## Interscambi
La stazione ha anche corrispondenza con la linea fluviale Transtejo & Soflusa, presso la stazione di Lisbona Sul e Sueste.

## Galleria d'immagini

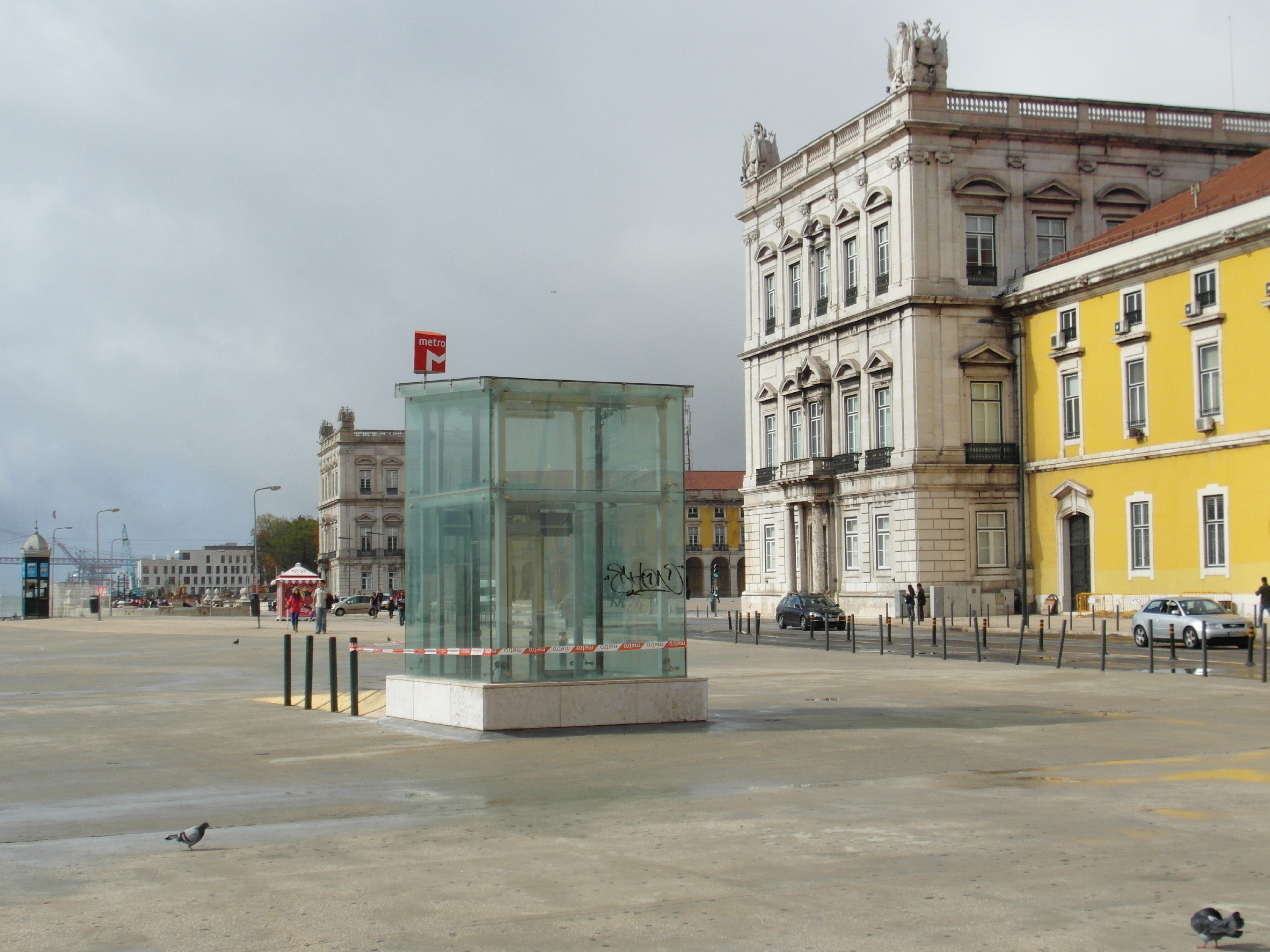
L'ingresso presso praça do Comércio
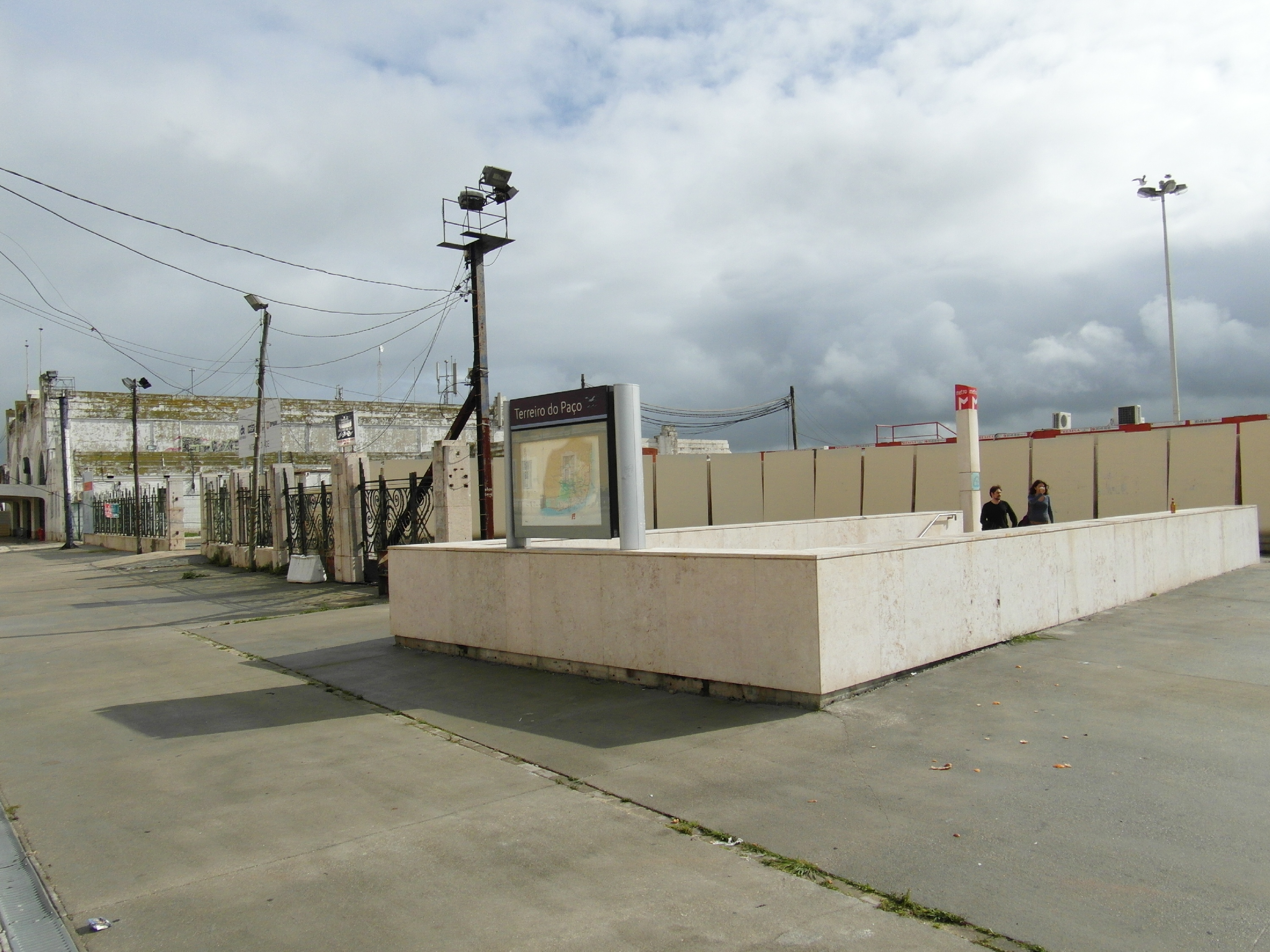
L'ingresso presso la stazione Sul e Sueste
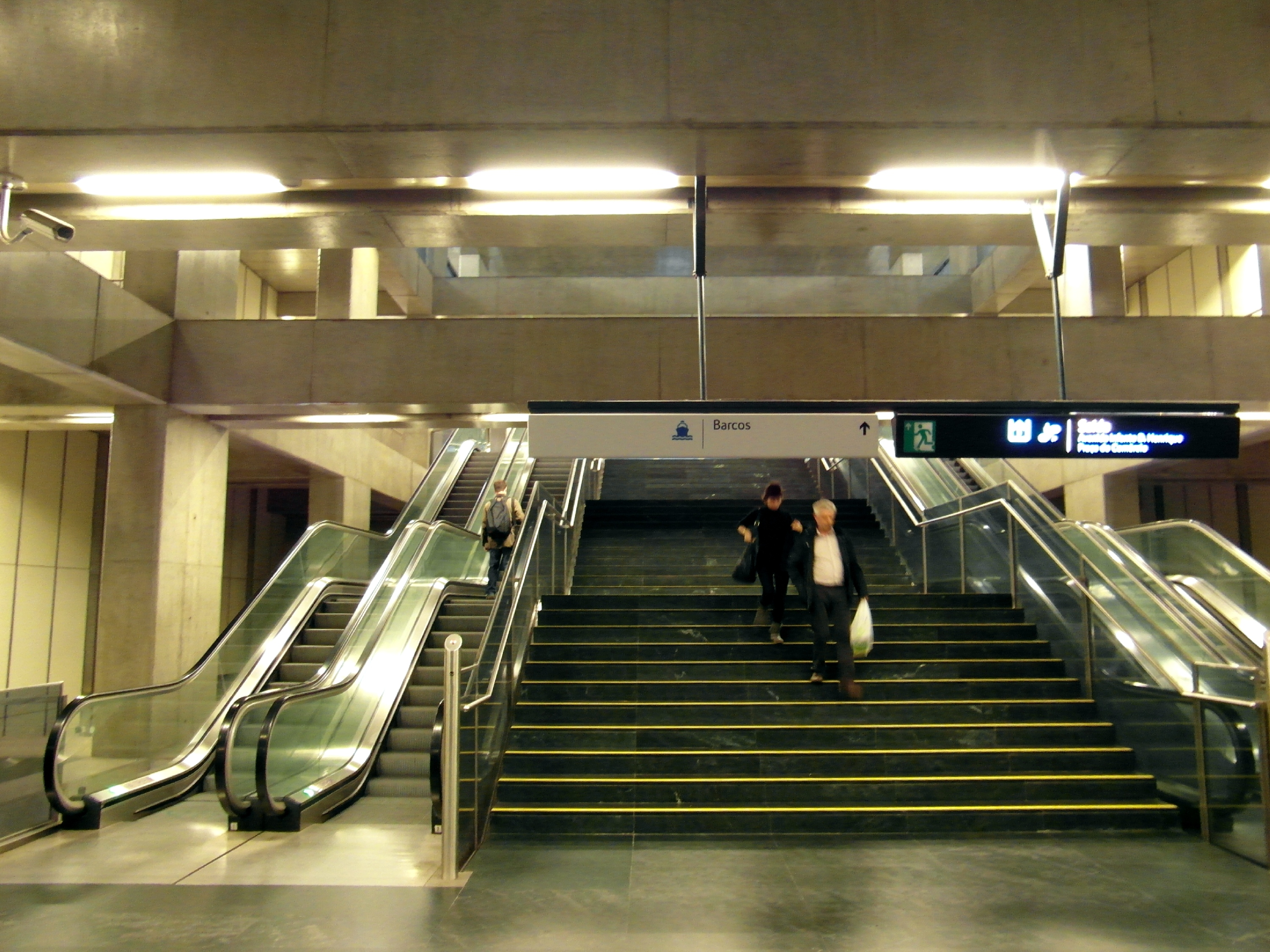
Le scale per accedere ai binari
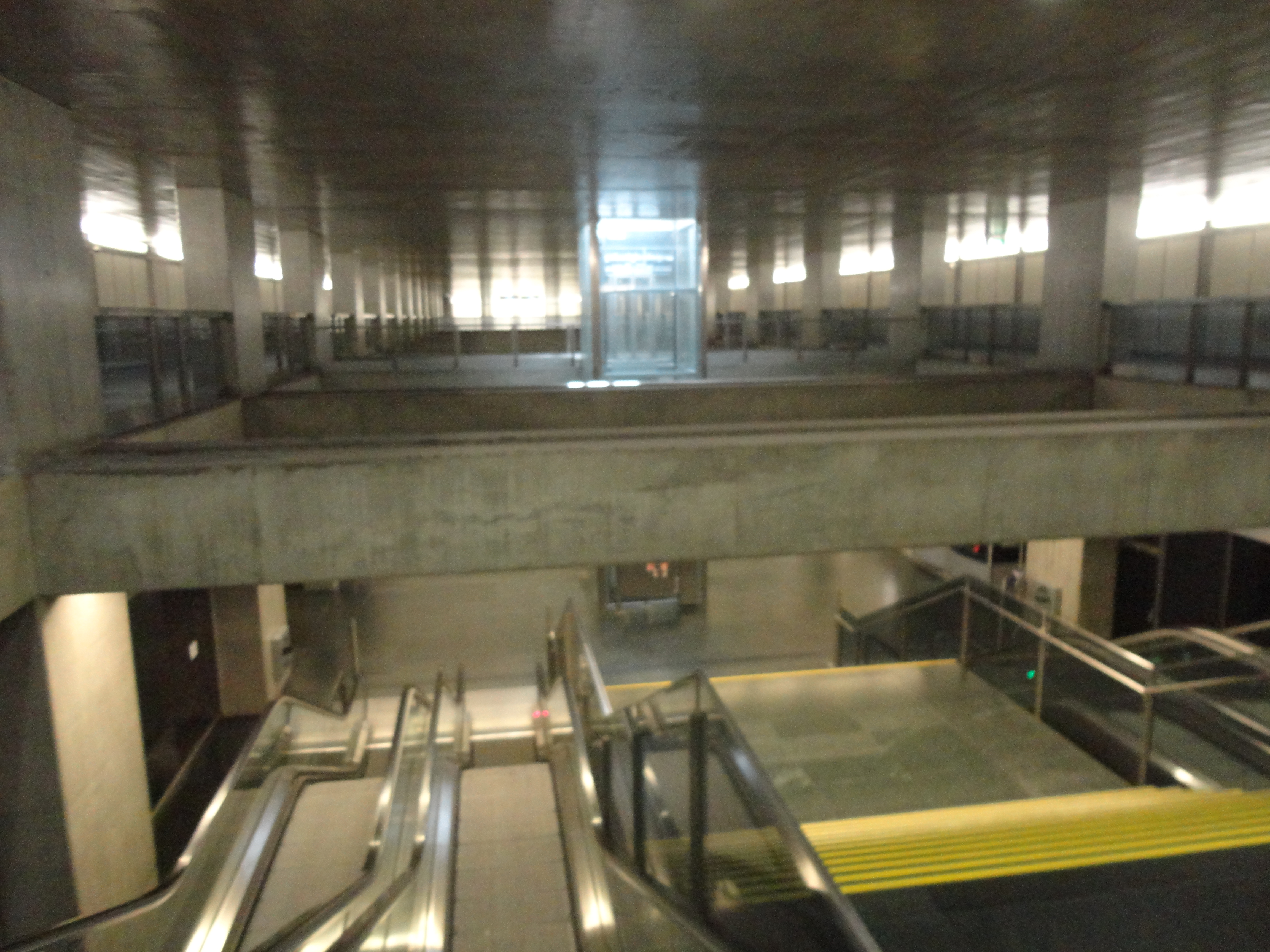
Il mezzazino della stazione
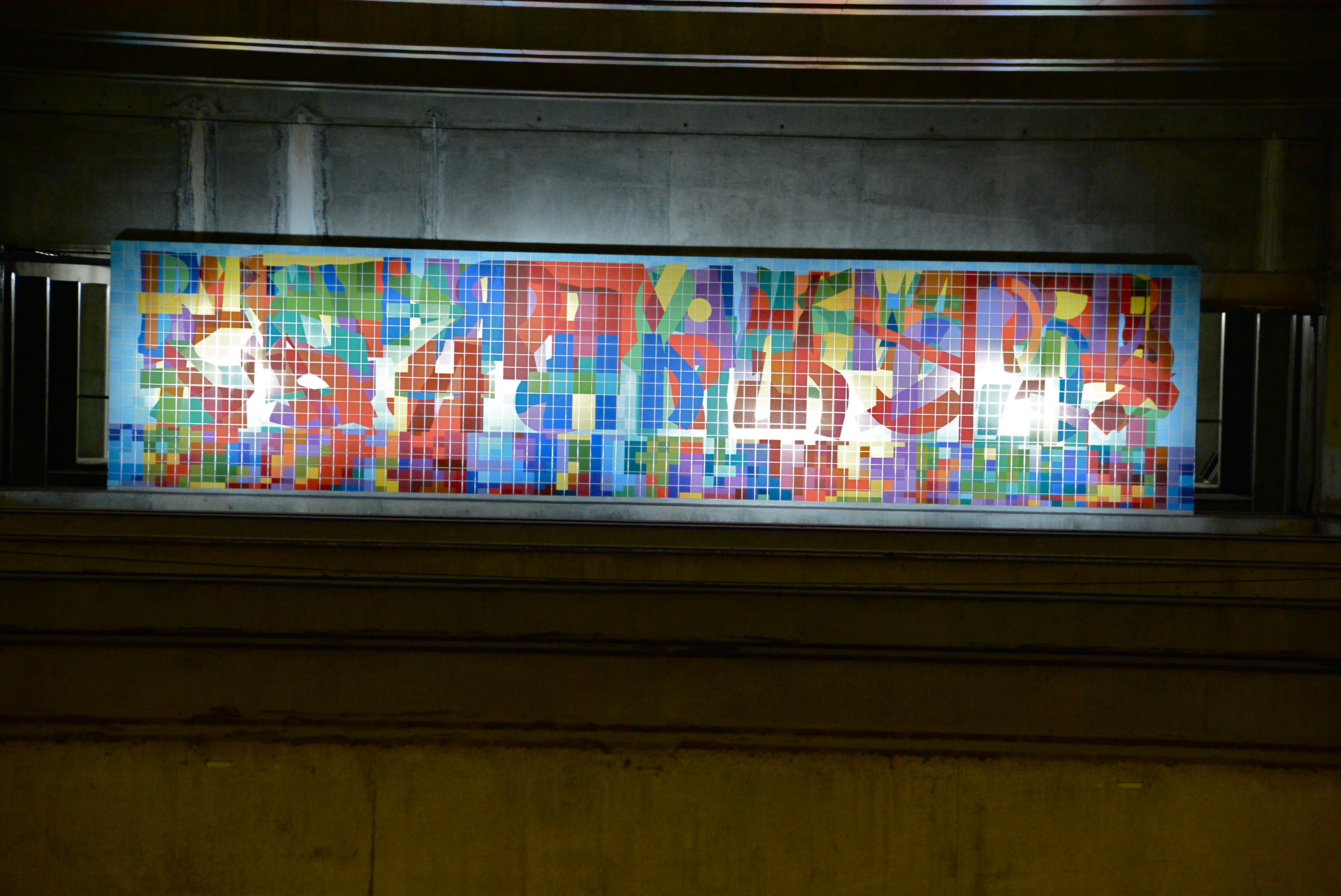
Mosaico presente all'interno della stazione